# Hans Philippsen
Hans Philippsen (* 3. Oktober 1866 in Ranmark bei Munkbrarup; † 24. Januar 1926) war ein schleswig-holsteinischer Heimatforscher.

## Leben
Philippsen besuchte von 1886 bis 1889 das Eckernförder Lehrerseminar. Er arbeitete anschließend als Volksschullehrer in Toftum und Utersum auf Föhr. Ab 1906 war er in verschiedenen Volksschulen in Flensburg tätig, zuletzt an der St. Petri-Knabenschule I. 
Philippsen war schon früh an der Geschichte seiner Heimat interessiert und legte auf Föhr eine Sammlung eigener Fundstücke an, die an das Friesen-Museum in Wyk überging. In Flensburg suchte Philippsen insbesondere bei Baumaßnahmen im Untergrund nach archäologischen Funden. Seine dortige geologische und naturwissenschaftliche Sammlung wurde von der Stadt Flensburg als Grundstock für das naturwissenschaftliche Heimatmuseum erworben. 
Nach dem Ersten Weltkrieg gründete er die „Vereinigung der Naturfreunde“. Philippsen veröffentlichte neben Monographien auch zahlreiche Aufsätze in den naturwissenschaftlichen Zeitschriften „Prometheus“, der „Naturwissenschaftlichen Rundschau“, der Zeitschrift „Kosmos“ und in heimatkundlichen Zeitschriften.

## Veröffentlichungen
- Sagen und Sagenhaftes von Föhr. Lühr & Dircks, Garding 1911.
- Kultur- und Naturbilder von Föhr. Krüger, Wyk auf Föhr 1912.
- Rungholt: das Vineta Frieslands. Friesen-Verlag, Bremen und Wilhelmshaven 1920.
- Werden und Vergehen im Bereich der Insel Föhr und des umliegenden Wattenmeeres. V. Hinrichesn, Wyk auf Föhr 1924.
- Die Vorgeschichte von Flensburg und Umgegend: Funde aus der Stein-, Bronze und Eisenzeit von Flensburg und der weiteren Umgebung, besonders Angeln. Flensburger Nachrichten, Flensburg, 1924.
- Geologische Bilder unserer schleswig-holsteinischen Heimat. Bergas, Schleswig 1924.
- Das Wattenbuch. Friesen-Verlag, Bremen 1925.